# Северен Съмърсет (община)
Община „Северен Съмърсет“ (на английски: North Somerset) е една от седемте административни единици в област (графство) Съмърсет, регион Югозападна Англия. Тя има статус на административно независима самоуправляваща се територия в рамките на графството.
Населението на общината към 2008 година е 206 800 жители разпределени в множество селища на площ от 374.68 квадратни километра. Главен град на общината е Уестън сюпър Меър.

## География
Община „Северен Съмърсет“ е разположена в северната крайбрежна част на графство Съмърсет. По северозападната граница се простира бреговата линия към най-вътрешната част на Бристълския канал. Тук се намира географския нос Санд пойнт, който се смята за граница между канала и естуара на река Севърн. В североизточна посока, общината граничи с района на град Бристъл.
Градове на територията на общината:
| град              | на английски      | население |
| ----------------- | ----------------- | --------- |
| Уестън сюпър Меър | Weston super Mare | 71 758    |
| Клийвдън          | Clevedon          | 21 957    |
| Нейлси            | Nailsea           | 18 000    |
| Портисхед         | Portishead        | 17 130    |

## Демография
Разпределение на населението по религиозна принадлежност към 2001 година:
| религия          | на английски        | брой жители |
| ---------------- | ------------------- | ----------- |
| Християни        | Christian           | 141 394     |
| Будисти          | Buddhist            | 321         |
| Хиндуисти        | Hindu               | 194         |
| Евреи            | Jewish              | 165         |
| Мюсюлмани        | Muslim              | 459         |
| Сикхи            | Sikh                | 54          |
| Други            | Other               | 657         |
| Атеисти          | No religion         | 31 271      |
| Запазена в тайна | Religion not stated | 14 049      |